# Erches
Erches – miejscowość i gmina we Francji, w regionie Hauts-de-France, w departamencie Somma.
Według danych na rok 1990 gminę zamieszkiwały 104 osoby, a gęstość zaludnienia wynosiła 13 osób/km² (wśród 2293 gmin Pikardii Erches plasuje się na 893. miejscu pod względem liczby ludności, natomiast pod względem powierzchni na miejscu 605.).